# Staffelde (Kremmen)
Staffelde ist ein Ortsteil der Stadt Kremmen im Landkreis Oberhavel in Brandenburg. Der Ort gehört zur Agglomeration Berlin und war bis zum 31. Dezember 2001 eine eigenständige Gemeinde.

## Lage
Staffelde liegt im Südwesten des Landkreises Oberhavel. Südlich des Dorfes schließt sich das Waldgebiet Krämer an, das zum Teil noch auf der Gemarkung von Staffelde liegt. Zum Ortsteil Staffelde gehören neben dem namensgebenden Dorf noch die beiden Siedlungen Charlottenau und Dorotheenhof. Umliegende Ortschaften sind Kremmen im Nordosten, Groß-Ziethen im Osten, der zur Stadt Nauen gehörende Ortsteil Tietzow im Südwesten, Flatow im Westen sowie Linumhorst im Nordwesten.
Staffelde liegt an den Landesstraßen 70 und 170 sowie unweit der Bundesautobahn 24, deren Anschlussstelle Kremmen in der Gemarkung von Staffelde liegt und knapp 1,5 Kilometer vom Ortszentrum entfernt liegt. Ein Teil der Bundesstraße 273 liegt ebenfalls auf der Gemarkung von Staffelde, führt jedoch nicht durch den Ort. Durch die Siedlung Dorotheenhof führt die Landesstraße 162. Die langgezogene Gemarkung von Staffelde erstreckt sich bis ins Rhinluch, an der nördlichen Gemarkungsgrenze fließt der Fluss Rhin.

## Geschichte
Das Dorf taucht als Stafelde erstmals im Jahr 1358 in einer Urkunde auf, in der der Pfarrer von Staffelde als Zeuge in einer Urkunde des Domstifts von Brandenburg über die Einkünfte des Wallfahrtortes Neukammer genannt wird. Der Ortsname wurde wahrscheinlich von dem gleichnamigen Dorf bei Stendal übertragen und bezeichnet einen Ort bei einem Feld „mit abgeschnittenen Ästen und/oder Zweigen“. Damals war Staffelde Sitz einer Pfarrstelle.

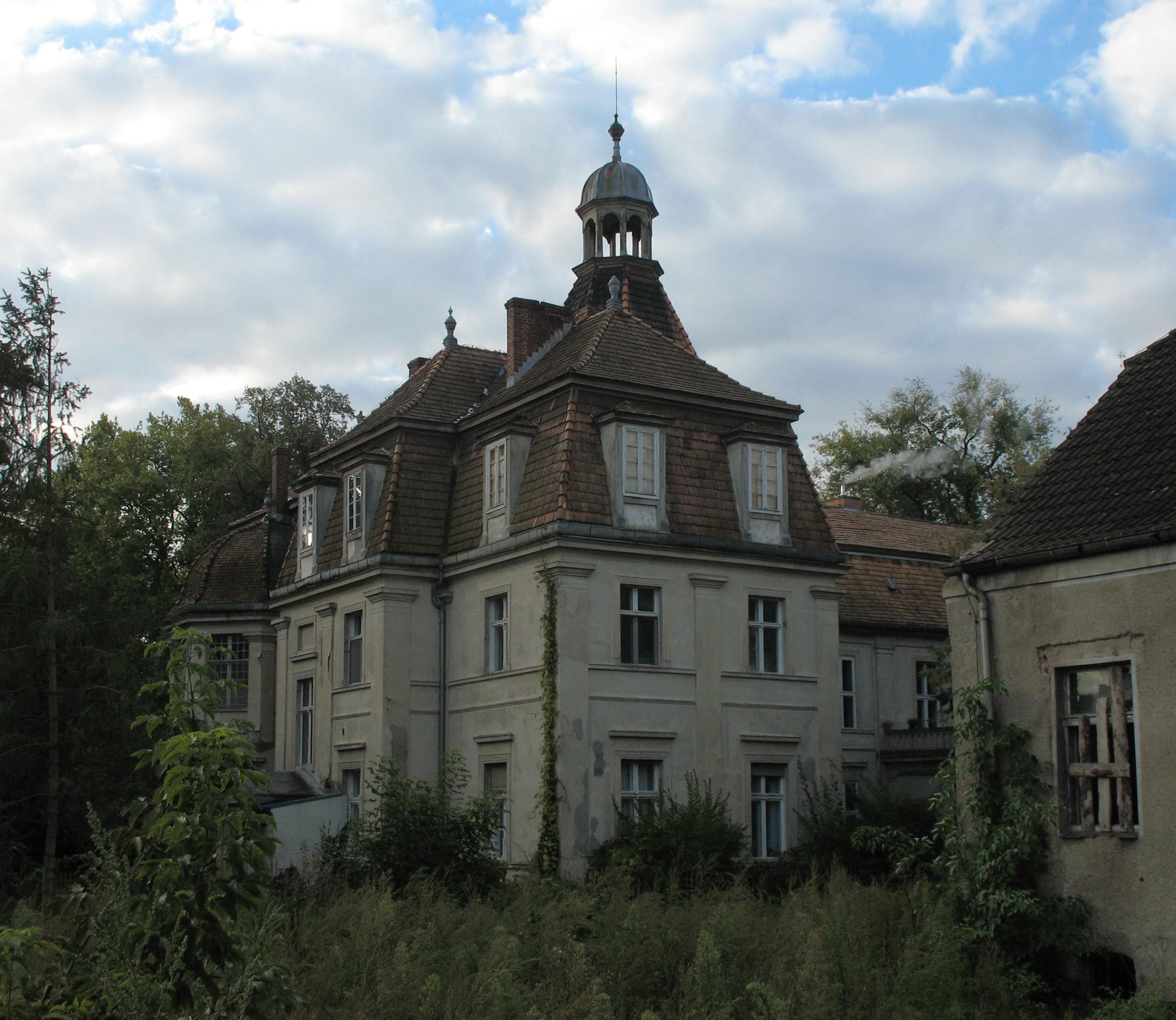
Gutshaus in Staffelde

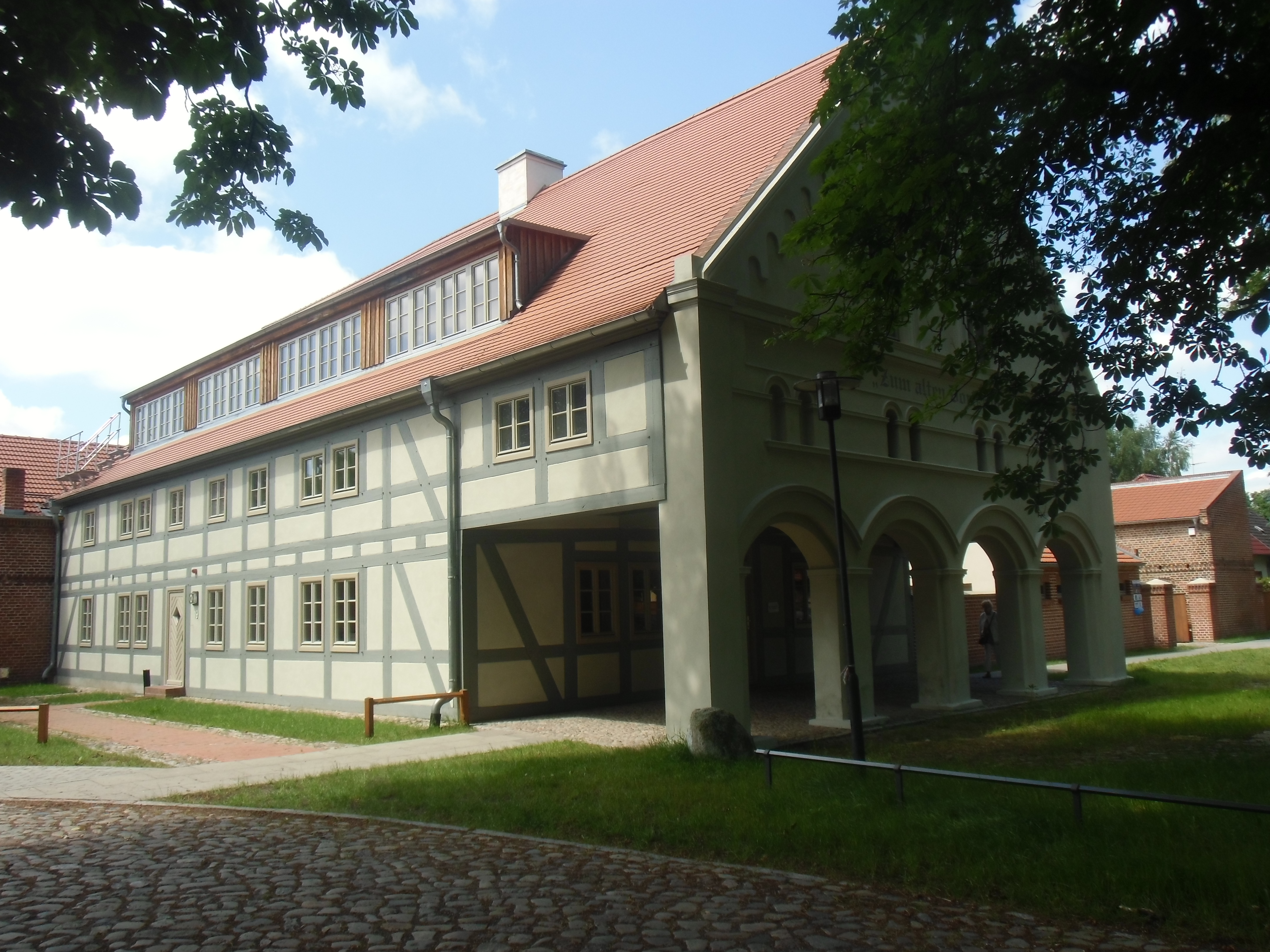
Historisches Vorlaubenhaus in Staffelde

Etwa um 1450 waren das Dorf und das Rittergut Staffelde im Besitz der Adelsfamilie von Bredow. Der Besitz wurde zwischenzeitlich geteilt, sodass Teile des Dorfes unterschiedlichen Familien gehörten. Im Jahr 1742 ging das gesamte Dorf in den Besitz der in Schwante ansässigen Adelsfamilie von Redern über.
1701 wurde hier für die Kutschenstrecke der Königlich-Preußischen Post von Berlin nach Hamburg eine Relaisstation mit Übernachtungsmöglichkeit und Pferdewechsel errichtet. So entstand der damalige Dorfkrug Staffelde (s. Bild „Historisches Vorlaubenhaus“) als Gebäudeensemble mit Pferde- und Gerätestall, Scheune sowie Torhaus. Im Jahre 2008 erwarb die IPV GmbH den maroden Vierseitenhof und ließ ihn umfangreich rekonstruieren.
Vor 1835 war der Wirkliche Geheime Ober-Finanzrat, Geheimrat Heinrich Albert Wilckens-Staffelde (* 1772; † 1835), Gutsbesitzer in Staffelde und erwarb dann für seine Nachfahren u. a. die Herrschaft Sypniewo in Westpreußen. Einer seiner weiteren Nachfahren war der Geheime Regierungsrat Hans Wilckens (* 1815; † 1895), der auch Landrat a. D. war und als Kirchenpatron eine neue Orgel stiftete. Nach dem erstmals amtlich publizierten General-Güteradressbuch der Provinz Brandenburg gehörte ihm 1879 Gut Staffelde. Das kreistagsfähige Rittergut samt Brennerei hatte einen Umfang von 1171 ha. Davon waren 248 ha Waldbesitz.
Auf dem Landgut Staffelde wohnte der später berühmtgewordene Chirurg Theodor Billroth als Student einige Tage bei Verwandten. Am 11. Mai 1999 wurde hier eine Gedenktafel für ihn angebracht. Billroth hatte in Staffelde seine erste Operation, die Behandlung eines eingeklemmten Bruches, durchgeführt.
Bis zum 30. September 1928 existierte neben der Landgemeinde Staffelde noch ein gleichnamiger Gutsbezirk, zu dem noch die Orte Charlottenau und Dorotheenhof gehörten. Der Gutsbezirk wurde schließlich nach der neuen Kommunalverfassung in die Landgemeinde Staffelde eingegliedert. An den privaten und öffentlich-rechtlichen Eigentum änderte sich dadurch nichts. Bekannter Besitzer des Rittergutes Staffelde war von 1909 bis 1931 der Berliner Bankier Albert von Blaschke. Albert von Blaschke wurde 1913 in den Adelsstand erhoben. Die Nobilitierung erfolgte im Neuen Palais zu Potsdam. Blaschke war Teilhaber des Bankhauses S. Bleichröder und mexikanischer General-Konsul. Sein Eigentum betrug kurz vor der großen Wirtschaftskrise 1424 ha. Dazu gehörten Vorwerk Charlottenhof, Dorotheenhof, Geislershof und Försterei Ziegenkrug. Die Leitung führte Oberinspektor Karl Kessen.
Zeitgleich bestanden im Ort Staffelde dreizehn nennenswerte Landwirtschaftsbetriebe zwischen 60 ha und 23 ha der Familien H. Bathe, E. und H. Falkenberg, W. Feindt, F. und K. Hornemann, A. Krause, W. Liepe, A. Marzahn, O. Müller, H. Puhlmann, W. Sachse sowie J. Schlüter, der gleichzeitig Gemeinde- und Amtsvorsteher war.
Von 1931 bis 1933, dann erst nach Angaben des Genealogischen Handbuch des Adels verkauft, muss der Besitz Staffelde im Minorat der Erbengemeinschaft von Blaschke, der Witwe Elisabeth, geborene Schäffer, und der drei Kinder Frieda, Robert, Heinrich und Albert von Blaschke-Staffelde geführt worden sein. Ab 1935 gehörte das Rittergut Staffelde dem Trabrennfahrer Charlie Mills, der im Zuge der Bodenreform in der Sowjetischen Besatzungszone nach dem Zweiten Weltkrieg enteignet wurde. Seit 2013 befindet sich auf dem Gut eine Trakehner-Pferdezucht.
Bis 1952 gehörte die Gemeinde Staffelde zum Landkreis Osthavelland, der zunächst zum Regierungsbezirk Potsdam in preußischen Provinz Brandenburg und später zum Land Brandenburg in der Sowjetischen Besatzungszone und der späteren DDR gehörte. Ab dem 25. Juli 1952 gehörte Staffelde zum Kreis Oranienburg (DDR-Bezirk Potsdam). Nach der Wiedervereinigung lag Staffelde zunächst im Landkreis Oranienburg und ab dem 6. Dezember 1993 im neu gebildeten Landkreis Oberhavel. Am 31. Dezember 2001 wurde Staffelde im Zuge einer Gebietsreform nach Kremmen eingemeindet.

## Bevölkerungsentwicklung
| Jahr | Einwohner |
| ---- | --------- |
| 1875 | 504       |
| 1890 | 526       |
| 1925 | 564       |

| Jahr | Einwohner |
| ---- | --------- |
| 1933 | 509       |
| 1939 | 638       |
| 1946 | 841       |

| Jahr | Einwohner |
| ---- | --------- |
| 1950 | 780       |
| 1964 | 579       |
| 1971 | 515       |

| Jahr | Einwohner |
| ---- | --------- |
| 1981 | 471       |
| 1989 | 405       |
| 1992 | 392       |

| Jahr | Einwohner |
| ---- | --------- |
| 1996 | 377       |
| 2000 | 391       |
| 2010 | 427       |

| Jahr | Einwohner |
| ---- | --------- |
| 2015 | 427       |
| 2020 | 500       |

Gebietsstand des jeweiligen Jahres,
Haushaltsplan 2022 Kremmen